# Vi hemslavinnor
Vi hemslavinnor är en svensk film från 1942 i regi av Schamyl Bauman. 

## Handling
Den barska, men godhjärtade, Kristiana från landet tar plats som hembiträde hos Stockholmsfamiljen Larsson, som tidigare varit (ö)känd för sin snabba omsättning av hembiträden. Snart är det Kristiana som styr i hushållet. Senare visar det sig att Kristiana har en utomäktenskaplig son, Gunnar, som blivit adopterad av en förmögen familj och som inleder en relation med familjen Larssons dotter.

## Om filmen
Filmen premiärvisades den 4 april 1942 på biograf Royal i Stockholm. Filmen spelades in vid Sandrew-Ateljéerna i Stockholm med exteriörer från Skansen, Norrbro, Järfälla kyrka och Hanviken i Tyresö socken med foto av filmfotograf Hilmer Ekdahl.
Som förlaga har man Axel Frisches och Christian Bogøs pjäs Den ny Husassistent som uruppfördes på Sønderbro Teater i Köpenhamn 1920 med svensk premiär på Folkteatern i Stockholm 1921. Pjäsen har filmats tre gånger i Sverige och Dagmar Ebbesen har medverkat som huvudrollsinnehavaren Kristiana i alla tre filmerna.
Vi hemslavinnor har visats i SVT, bland annat 1980, 1982, 1991, i augusti 2019 och i juni 2021.

## Rollista (i urval)
Källa: 
- Dagmar Ebbesen – fröken Kristiana Falk, hembiträde
- John Botvid – Johan "Blomman" Blomqvist, ägare till Freja Platsbyrå
- Ernst Eklund – fabrikör Teodor Larsson
- Hjördis Petterson – Laura Larsson, hans fru, född friherrinnan Rehncrona
- Karl-Arne Holmsten – Gunnar Andersson, Kristianas oäkte son, flygare
- Maj-Britt Håkansson – Ingrid Larsson, Larssons dotter, 19 år
- Kaj Hjelm – Palle Larsson, Larssons son, 13 år
- Dagmar Olsson – Gullan, jazztokig husa hos Larssons
- Carl-Gunnar Wingård – Calle Bergman, frisör
- Anna-Lisa Baude – Anna Bergman, hans fru
- Julia Cæsar – Hanna, kokerska hos Larssons
- Mimi Pollak – friherrinnan Rose Rehncrona, "moster Rosa"
- Åke Engfeldt – kadett Furustubbe, född Andersson, flygaspirant
- Einar Axelsson – baron Wolfgang, moster Rosas kavaljer
- Bengt Ekerot – Linus Tallhagen, hembiträdesaspirant
- Bellan Roos – springflicka

## Musik i filmen
Källa: 
- Bonjour l'amour, kompositör Kai Gullmar, text Gus Morris, sång Sven-Olof Sandberg
- Delmonico, kompositör Nathan Görling och Zilas Görling, instrumental
- Menuett för celesta, kompositör Erik Baumann, instrumental
- General Cederschiöld, kompositör Per Grundström, instrumental
- Kungliga Svea Livgardes paradmarsch (Fest Marsch), kompositör Wilhelm Körner, instrumental
- Tanz der Küchlein (Kycklingens dans), kompositör Modest Musorgskij, instrumental
- Vergangenes Glück (Svunnen lycka), kompositör Ida Prade, tysk text Jenny Morrot-Ritzhaupt svensk text Helge Roundquist, sång Dagmar Ebbesen
- Royal-Fox, kompositör Maj Sønstevold, instrumental
- Love in the Night, kompositör Erik Baumann, instrumental
- Sunset, kompositör Zilas Görling och Nathan Görling, instrumental
- Serenad, nr 4, kompositör Wilhelm Peterson-Berger, framförs instrumentalt på piano av okänd pianist
- Han kommer i spinn (Flygarvalsen), kompositör Kai Gullmar, text Gus Morris, sång Kaj Hjelm
- Bröllopet på Ulfåsa. Bröllopsmarsch, kompositör August Söderman, instrumental

## DVD
Filmen gavs ut på DVD 2014.